# سیمونه موری
سیمونه موری (ایتالیایی: Simone Mori؛ زادهٔ ۱۸ نوامبر ۱۹۶۵) یک هنرپیشه، صداپیشه، نویسندهٔ دیالوگ و مدیر دوبلاژ اهل ایتالیا است.
او بیشتر بابت صداپیشگی شخصیت راس گلر در نسخهٔ ایتالیایی سریال دوستان و همچنین صحبت به‌جای گری دوردان، ست روگن، جان سی ریلی، آیس کیوب و عمر سی در بیشتر فیلم‌هایشان شهرت دارد.